# Teologia pública
La teologia pública és el compromís i el diàleg cristians dins de l'església i especialment amb la societat en general. Busca el benestar i una societat justa per a tothom, involucrant qüestions d'interès comú per construir el bé comú. Aquesta és la teologia cristiana que parla amb la societat i no només a la societat. Això es fa presentant la posició cristiana d'una manera que es pugui entendre públicament i, per tant, oberta al debat públic i la investigació crítica.

## Evolucions clau
El terme teologia pública va ser encunyat per primera vegada per Martin Marty per contrastar amb la religió civil. La religió civil mira de manera més general a la religió en relació amb l'estat, mentre que la teologia pública està arrelada en un punt de vista i identitat cristiana a mesura que considera les seves contribucions a la societat i l'estat.
David Tracy va preguntar-se què volia dir el "públic" en "teologia pública"; i identifica tres públics amb els quals la teologia pública hauria d'intentar dialogar: la societat en general, el món acadèmic i l'església. Suggereix que, tenint en compte aquests públics, el llenguatge i els raonaments utilitzats haurien de ser obertament accessibles per a tothom i no expressar-se en termes teològicament elitistes. Com que Tracy va identificar aquests tres públics, altres han suggerit l'addició d'altres "públics" com ara l'economia, el dret, el mercat, els mitjans de comunicació i altres comunitats religioses.
Algunes figures destacades en aquest camp són Dietrich Bonhoeffer, William Temple, Martin Luther King Jr., Desmond Tutu, Jürgen Moltmann, Ronald Thiemann, Dorothee Soelle, John Courtney Murray, Reinhold Niebuhr, Duncan Forrester, Max Stackhouse, i Sebastian C. H. Kim.